# Wesołowo (starostwo Turmont)
Wesołowo – dawna kolonia. Tereny, na których była położona, leżą obecnie na Litwie, w okręgu uciańskim, w rejonie jezioroskim, w starostwie Turmont.

## Historia
W czasach zaborów zaścianek w granicach Imperium Rosyjskiego.
W dwudziestoleciu międzywojennym wieś a następnie zaścianek leżał w Polsce, w województwie nowogródzkim (od 1926 w województwie wileńskim), w powiecie brasławskim, w gminie Smołwy.
W 1931 w 4 domach zamieszkiwały 22 osoby.
Wierni należeli do parafii rzymskokatolickiej w Tylży. Miejscowość podlegała pod Sąd Grodzki w m. Turmont i Okręgowy w Wilnie; właściwy urząd pocztowy mieścił się w m. Turmont.